# Nikon F-601
Le Nikon F-601 est un appareil photographique reflex mono-objectif autofocus argentique commercialisé par la firme Nikon  de 1990 à 1998.

## Histoire
Le F-601 est le remplaçant du F-501 et une version simplifiée du F-801. Il est sorti en même temps que le F-601M (version bizarre dépouillée de l'autofocus, du flash intégré et de la mesure spot). Il sera produit de 1990 à 1998

## Caractéristiques techniques
L'autofocus utilise une plage unique centrée mais est muni d'un mode prédictif. Il travaille en mode ponctuel ou continu. La mise au point peut être mémorisée et l'autofocus est débrayable pour permettre une mise au point manuelle.
L'obturateur est le même que celui du F-301 avec ses vitesses de 30 secondes à 1/2000, la pose B et sa synchro flash au 1/125.
Pour la mesure de lumière, c'est la mesure matricielle qui a fait le succès du F-801 qui est réutilisée avec trois types de mesures (matricielle, sélective centrée ou spot). La mesure matricielle ne fonctionne qu'avec les objectifs AF avec processeur. L'exposition repose sur deux modes automatiques, un "classique" P et un "multiprogramme" Pm très élaboré et nouveau. Ce programme est "décalable" par l'intermédiaire de la roue codeuse qui permet de faire défiler rapidement les couples vitesse ouverture. Les modes priorité vitesse et ouverture sont également présents ainsi qu'un mode manuel. Cerise sur le gâteau, le boitier permet le Bracketing automatique (qui sur le F-801 est confié au dos multifonction MF-21) qui permet de faire 3 ou 5 vues "autour" de l'exposition calculée pour les cas compliqués.
Le capot du prisme cache un flash escamotable de nombre guide 13. Les fonctions élaborées du flash SB-24 (gestion du fill-in, synchro lente et correction de l'expo au flash) sont ramenées dans le boitier ce qui les rend exploitables avec les flashes TTL Nikon plus anciens. Étrangement, c'est le SB-24 le moins compatible car Nikon a dû faire des choix pour que des fonctions identiques sur le flash et le boitier n'interfèrent pas sur le fonctionnement.
Le dos n'étant pas amovible l'option "dos dateur" n'est disponible que sur une variante configurée en usine référencée F-601 D et marquée "F-601 Quartz date".